# Балте
Балте (серб. Balte) — село в муніципалітеті Челинаць, розташоване в регіоні Республіка Сербська у Боснії і Герцеговині.
За даними перепису населення 1991 року населення становило 236 людей, з них 234 назвали себе сербами.

## Відомі уродженці
- Зоран Жигіч — військовик, військовий злочинець часів Боснійської війни
- Драган Жигіч — сербський письменник і співак